# Bathylaimus macramphis
Bathylaimus macramphis är en rundmaskart som beskrevs av Stekhoven och De Coninck 1933. Bathylaimus macramphis ingår i släktet Bathylaimus och familjen Tripyloididae. Inga underarter finns listade i Catalogue of Life.